# Prix littéraires du Gouverneur général 2020
Les finalistes aux Prix littéraires du Gouverneur général pour 2020, un des principaux prix littéraires canadiens, ont été annoncés le 4 mai 2021. Les lauréats ont été annoncés le 1er juin 2021,.

## Français

### Prix du Gouverneur général: romans et nouvelles de langue française
- Marie-Ève Lacasse, Autobiographie de l'étranger
- Sophie Létourneau, Chasse à l'homme
- Marie-Pier Lafontaine, Chienne
- Jennifer Bélanger, Menthol
- Naomi Fontaine, Shuni

### Prix du Gouverneur général: poésie de langue française
- Paul Bélanger, Déblais
- Hugues Corriveau, Et là, mon père suivi de Et là, ma mère
- Martine Audet, La société des cendres suivi de Des lames entières
- Symon Henry, L'amour des oiseaux moches
- Louis-Karl Picard-Sioui, Les visages de la terre

### Prix du Gouverneur général: théâtre de langue française
- Collectif Aalaapi, Aalaapi : faire silence pour entendre quelque chose de beau
- Claude Guilmain, AmericanDream.ca : l'intégrale
- Martin Bellemare, Cœur minéral
- Suzie Bastien, Sucré Seize [Huit filles]
- Olivier Choinière, Zoé

### Prix du Gouverneur général: études et essais de langue française
- Stanley Péan, De préférence la nuit
- Frédérique Bernier, Hantises
- Thomas Dommange, Le rapt ontologique
- Guylaine Massoutre, Nous sommes le soleil : Femmes sous la dictature (Argentine 1976-1983)
- Michaël La Chance, Une épine empourprée

### Prix du Gouverneur général: littérature jeunesse de langue française - texte
- Camille Bouchard, Cicatrices
- Johanne Mercier, Il faut de tout pour faire un monstre
- François Blais, Lac Adélard
- Magali Laurent, L'ogre et l'enfant
- Maryse Pagé, Rap pour violoncelle seul

### Prix du Gouverneur général: littérature jeunesse de langue française - illustration
- Kim Nunès et al., copine et Copine<
- Valérie Fontaine et Nathalie Dion, Le grand méchant loup dans ma maison
- Mireille Levert, Le pays aux mille soleils
- Cathon, Mimose & Sam : Maison hibernation
- Katia Canciani et Guillaume Perreault, Pet et Répète : la véritable histoire

### Prix du Gouverneur général: traduction de l'anglais vers le français
- Arianne Des Rochers, Jonny Appleseed (Joshua Whitehead, Jonny Appleseed)
- Sophie Voillot, La société du feu de l'enfer (Rawi Hage, Beirut Hellfire Society)
- Sonya Malaborza, L'accoucheuse de Scots Bay (Ami McKay, The Birth House)
- Georgette LeBlanc, Océan (Sue Goyette, Ocean)
- Daniel Grenier, On pleure pas au bingo (Dawn Dumont, Nobody Cries At Bingo)

## Anglais

### Prix du Gouverneur général: romans et nouvelles de langue anglaise
- Francesca Ekwuyasi, Butter Honey Pig Bread
- Michelle Good, Five Little Indians
- Thomas King, Indians on Vacation
- Leanne Betasomake Simpson, Noopiming: The Cure for White Ladies
- Lisa Robertson (en), The Baudelaire Fractal

### Prix du Gouverneur général: poésie de langue anglaise
- Oana Avasilichioaei, Eight Track
- Anne Carson, Norma Jean Baker of Troy
- Donna Kane, Orrery
- Sachiko Murakami, Render
- Canisia Lubrin, The Dzygraphxst

### Prix du Gouverneur général: théâtre de langue anglaise
- Yolanda Bonnell, bug
- Charlotte Corbeil-Coleman, Guarded Girls
- Kim Senklip Harvey, Kamloopa: An Indigenous Matriarch Story
- Christopher Cook, Quick Bright Things
- Donna-Michelle St. Bernard, Sound of the Beast

### Prix du Gouverneur général: études et essais de langue anglaise
- Billy-Ray Belcourt, A History of My Brief Body
- Amanda Leduc, Disfigured: ON Fairy Tales, Disability, and Making Space
- Ivan Coyote, Rebent Sinner
- Tessa McWatt, Shame on Me: An Anatomy of Race and Belonging
- Madhur Anand, This Red Line Goes Straight to Your Heart

### Prix du Gouverneur général: littérature jeunesse de langue anglaise - texte
- Colleen Nelson, Harvey Holds His Own
- Sara Cassidy, Nevers
- Polly Horvath, Pine Island Home
- David A. Robertson, The Barren Grounds
- Eric Walters, The King of Jam Sandwiches

### Prix du Gouverneur général: littérature jeunesse de langue anglaise - illustration
- Jordan Scott et Sydney Smith, I Talk Like a River
- Jillian Tamaki, Our Little Kitchen
- Rebecca Thomas et Maya McKibbin, Swift Fox All Along
- The Fan Brothers, The Barnabus Project
- Naseem Hrab et Frank Viva, Weekend Dad

### Prix du Gouverneur général: traduction du français vers l'anglais
- Alexis Diamond, Amaryllis & Little Witch (Pascal Brulemans, Petite Sorcière)
- J. C. Sutcliffe, Back Roads (Andrée A. Michaud, Routes secondaires)
- Lazer Lederhendler, If You Hear Me (Pascale Quiviger, Si tu m'entends)
- Pablo Strauss, The Country Will Bring Us No Peace (Matthieu Simard, Ici, ailleurs)
- Oana Avasilichioaei, The Neptune Room (Bertrand Laverdure, La chambre Neptune)